# Václav Antoš (pilot)
Rotmistr pilot Václav Antoš (9. června 1890 Kostomlátky u Brandýsa nad Labem – 10. listopadu 1918 Cheb) byl český voják, během první světové války vojenský a stíhací pilot c. k. Rakousko-uherského letectva, posléze příslušník nově vytvořeného Československého letectva. Zahynul při leteckém neštěstí během demonstrativního letu nad Chebem po obsazení chebského letiště v listopadu 1918, a stal se tak prvním pilotem Československého letectva, který zahynul ve službě.

## Život

### Mládí a armáda
Narodil se v Kostomlátkách u Brandýsa nad Labem (dnes Podolanka). Absolvoval základní vojenskou službu v rakousko-uherské armádě. V době první světové války byl zařazen do c. k. letectva, posléze jako stíhací a instruktážní letec, u podpůrné letecké jednotky Flek 16 nasazené na letišti v Chebu pod velením Fp. Adolfa Löschingga. V Antošových záznamech není uveden žádný potvrzený sestřel.

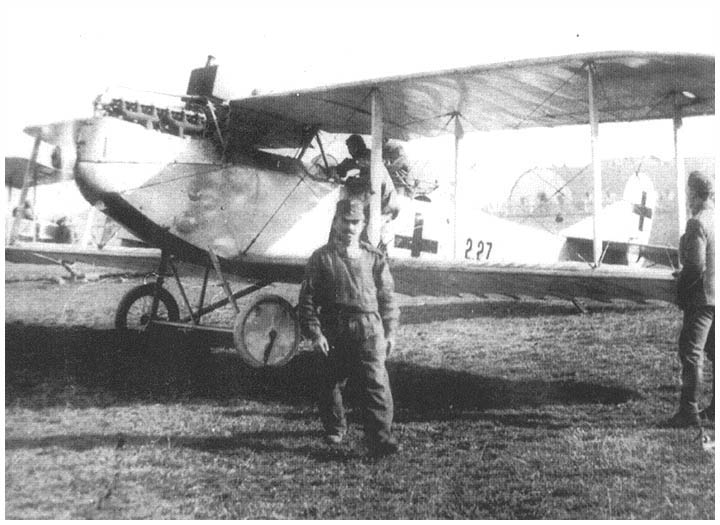
Öffag C.II

### Po vzniku Československa
Krátce po vzniku Československa 28. října 1918 se v Praze přihlásil do nově vytvořeného Československého letectva, kde mu byla přiznána hodnost rotmistra (šikovatele). Záhy se začal podílet na přípravě obsazení chebského letiště, kde předtím sloužil, v době konce války jediného vybaveného a provozuschopného vojenského letiště, včetně několika bývalých rakousko-uherských letounů. Letiště se však zároveň nacházelo na území separatistické provincie Deutschböhmen vzniklé v severozápadním německojazyčném pohraničí v reakci na vyhlášení samostatné ČSR. Ozbrojená skupina 50 bývalých rakousko-uherských námořníků a asi 20 příslušníků čs. letectva pod velením setníka Jaroslava Rošického se 9. listopadu 1918 vydala z Prahy vojenským vlakem do Chebu pak dorazila následujícího dne, kde letiště bez většího odporu obsadila. Jednotka zajistila dva letuschopné stroje, s nimiž měla za úkol přelétnout na pražské letiště v Kbelích, zbylý cenný materiál pak měl být dopraven z pohraničí vlakem.

### Letecká nehoda a úmrtí
10. listopadu se šik. Václav Antoš a četař Gustav Franz rozhodli provést neplánovaný manifestační let nad městem ve dvoumístném kořistním průzkumném dvouplošníku Öffag C.II č. 52.78, čímž chtěli ohlásit převzetí kontroly nad letištěm. Zároveň se jednalo o vůbec první let letců Československého letectva. K exhibičnímu letu došlo velmi pravděpodobně přes zákaz nadřízených. Při provádění akrobatického manévru ztratil pilotující Antoš se strojem výšku a letoun se mu včas nepovedlo horizontálně srovnat. Stroj dopadl nedaleko městského nádraží. Oba letci utrpěli těžká zranění a byli převezení do chebské nemocnice. Antoš však při převozu zemřel. Událost vyvolala ve městě rozruch a projevy nevole obyvatel nad československou nadvládou, zraněný Franz proto utekl z městské nemocnice, aby se vyhnul případným útokům.

### Po smrti
Antošovi byl vystrojen státní pohřeb s poctami, 16. listopadu byly jeho ostatky uloženy na vojenském hřbitově na Olšanských hřbitovech. Téhož dne také Československá armáda definitivně obsadila chebské letiště, posléze pak zanikla celá republika Deutschböhmen.
Jeho smrt byla druhou smrtelnou leteckou havárií čs. letce v nové republice, 4. listopadu 1918 zahynul při přeletu z letiště ve Štýrském Hradci po ústupu z italské fronty pilot Karel Svátek (ten však v době úmrtí nebyl oficiálně příslušníkem Československého letectva), druhý člen posádky byl těžce zraněn. V mlze vrazili do lesa Bič, severovýchodně od Zblovic u Znojma. Vrak letadla byl rychle rozebrán místními obyvateli.
Stroj 52.78 bylo i později provozován: byť byl buď opraveno, či použito na jiné letecké díly.